# Дискографія King Crimson
Дискографія британського прогрок-гурту King Crimson складається з 13 студійних альбомів, 23 концертних альбомів, 23 альбомів-компіляцій, 6 мініальбомів, 10 синглів, 9 відеоальбомів і 9 бокс-сетів.

## Альбоми

### Студійні альбоми
| Назва                                                                               | Дата випуску | Інформація про альбом | Найвищі місця в чатах | Найвищі місця в чатах | Найвищі місця в чатах | Найвищі місця в чатах | Найвищі місця в чатах | Найвищі місця в чатах | Найвищі місця в чатах | Найвищі місця в чатах | Найвищі місця в чатах | Найвищі місця в чатах | Сертифікації                                                       |
| Назва                                                                               | Дата випуску | Інформація про альбом | UK                    | AUS                   | CAN                   | FRA                   | GER                   | ITA                   | NOR                   | POL                   | SWE                   | US                    | Сертифікації                                                       |
| ----------------------------------------------------------------------------------- | ------------ | --------------------- | --------------------- | --------------------- | --------------------- | --------------------- | --------------------- | --------------------- | --------------------- | --------------------- | --------------------- | --------------------- | ------------------------------------------------------------------ |
| In the Court of the Crimson King                                                    | 10.10.1969   | Island                | 5                     | 7                     | 27                    | —                     | —                     | 89                    | —                     | —                     | —                     | 28                    | - SNEP: 2× Gold - FIMI: Gold - UK: Gold - CAN: Platinum - US: Gold |
| In the Wake of Poseidon                                                             | 15.05.1970   | Island                | 4                     | 17                    | 28                    | —                     | —                     | —                     | —                     | —                     | —                     | 31                    |                                                                    |
| Lizard                                                                              | 11.12.1970   | Island                | 26                    | 19                    | 60                    | —                     | —                     | —                     | —                     | —                     | —                     | 113                   |                                                                    |
| Islands                                                                             | 03.12.1971   | Island                | 30                    | 49                    | 52                    | —                     | 35                    | 21                    | —                     | —                     | —                     | 76                    |                                                                    |
| Larks' Tongues in Aspic                                                             | 23.03.1973   | Island                | 20                    | —                     | 56                    | —                     | —                     | 8                     | —                     | —                     | —                     | 61                    |                                                                    |
| Starless and Bible Black                                                            | 29.03.1974   | Island                | 28                    | 73                    | 75                    | —                     | —                     | 7                     | —                     | —                     | —                     | 64                    |                                                                    |
| Red                                                                                 | 01.10.1974   | Island                | 45                    | 94                    | —                     | —                     | 80                    | —                     | —                     | —                     | —                     | 66                    |                                                                    |
| Discipline                                                                          | 01.10.1981   | E.G.                  | 41                    | —                     | 18                    | 17                    | —                     | —                     | —                     | —                     | 37                    | 45                    |                                                                    |
| Beat                                                                                | 18.06.1982   | E.G.                  | 39                    | —                     | 47                    | —                     | —                     | —                     | 24                    | —                     | —                     | 52                    |                                                                    |
| Three of a Perfect Pair                                                             | 23.03.1984   | E.G.                  | 30                    | —                     | 43                    | —                     | 58                    | —                     | —                     | —                     | —                     | 58                    |                                                                    |
| Thrak                                                                               | 03.04.1995   | E.G.                  | 58                    | —                     | —                     | —                     | —                     | —                     | —                     | —                     | —                     | 83                    |                                                                    |
| The Construkction of Light                                                          | 23.05.2000   | Virgin                | 129                   | —                     | —                     | —                     | 67                    | 17                    | —                     | —                     | —                     | —                     |                                                                    |
| The Power to Believe                                                                | 24.02.2003   | Sanctuary             | 162                   | —                     | —                     | 128                   | 65                    | 45                    | —                     | 18                    | —                     | 150                   |                                                                    |
| «—» позначає запис, який не потрапив до чартів або не був виданий на цій території. |              |                       |                       |                       |                       |                       |                       |                       |                       |                       |                       |                       |                                                                    |

### Концертні альбоми

#### Стандартні випуски
| Назва                                              | Дата запису                | Дата випуску       | Лейбл  |
| -------------------------------------------------- | -------------------------- | ------------------ | ------ |
| Earthbound                                         | 11.02.1972 — 10.03.1972    | 09.06.1972         | Island |
| USA                                                | 28—30.06.1974              | Квітень 1975 року  | Island |
| The Great Deceiver                                 | 1973—1974                  | 16.11.1992         | Virgin |
| B'Boom: Live in Argentina                          | 6—18.10.1994               | 22.08.1995         | DGM    |
| Thrakattak                                         | 02.10.1995 — 29.11.1995    | 21.05.1996         | DGM    |
| Epitaph                                            | 06.05.1969 — 14.12.1969    | Березень 1997 року | DGM    |
| The Night Watch                                    | 23.11.1973                 | 17.10.1997         | DGM    |
| Absent Lovers: Live in Montreal                    | 11.07.1984                 | 23.06.1998         | DGM    |
| Live in Mexico City                                | 02—04.08.1996              | 1999 рік           | DGM    |
| The ProjeKcts                                      | 1997—1999                  | 26.10.1999         | DGM    |
| Heavy Construkction                                | Травень — липень 2000 року | 01.12.2000         | DGM    |
| Vrooom Vrooom                                      | 30.06.1995 — 04.08.1996    | 13.11.2001         | DGM    |
| Ladies of the Road                                 | 1971—1972                  | 12.11.2002         | DGM    |
| EleKtrik: Live in Japan                            | 16.04.2003                 | Жовтень 2003 року  | DGM    |
| Live at the Orpheum                                | 30.09.2014 — 01.10.2014    | 13.01.2015         | DGM    |
| Live in Toronto                                    | 20.11.2015                 | 2016 рік           | DGM    |
| Radical Action to Unseat the Hold of Monkey Mind   | 31.08.2015 — 21.12.2015    | 02.09.2016         | DGM    |
| Live in Chicago                                    | 28.06.2017                 | Жовтень 2017 року  | DGM    |
| Live in Vienna                                     | 01.12.2016                 | 06.04.2018         | DGM    |
| Meltdown: Live in Mexico City                      | 14—19.07.2017              | 20.10.2018         | DGM    |
| Audio Diary 2014—2018                              | 09.09.2014 — 19.12.2018    | 27.09.2019         | DGM    |
| Music is our Friend: Live in Washington and Albany | 22.08.2021, 11.09.2021     | 19.11.2021         | DGM    |
| Sheltering Skies                                   | 27.08.1982                 | 06.09.2024         | DGM    |

#### King Crimson Collectors' Club (KCCC)
| Рік  | Номер | Назва                                 | Дата запису                  | Склад учасників запису                       | Бокс-сет                    |
| ---- | ----- | ------------------------------------- | ---------------------------- | -------------------------------------------- | --------------------------- |
| 1998 | 01    | Live at the Marquee                   | 1969                         | Фріпп / Макдональд / Лейк / Джайлз / Сінфілд | Box 1, 1969                 |
| 1998 | 02    | Live at Jacksonville                  | 1972                         | Фріпп / Коллінз / Баррелл / Воллес           | Box 2, 1971—1972            |
| 1999 | 03    | The Beat Club, Bremen                 | 1972                         | Кросс / Фріпп / Веттон / Бруфорд / М'юр      | Box 3, 1972—1974            |
| 1999 | 04    | Live at Cap D'Agde                    | 1982                         | Белью / Фріпп / Левін / Бруфорд              | Box 4, 1981—1982            |
| 1999 | 05–06 | On Broadway                           | 1995                         | The Double Trio                              | Box 5, 1995 and After       |
| 1999 | 07    | Live in San Francisco: The Roar of P4 | 1999                         | ProjeKct Four                                | Box 6, ProjeKcts            |
| 1999 | 08    | The Vrooom Sessions                   | Квітень — травень 1994 року  | The Double Trio                              | Box 7, Session & Rehearsals |
| 2000 | 09    | Live at Summit Studios                | 12.03.1972                   | Фріпп / Коллінз / Баррелл / Воллес           | Box 2, 1971—1972            |
| 2000 | 10    | Live in Central Park, NYC             | 07.01.1974                   | Кросс / Фріпп / Веттон / Бруфорд             | Box 3, 1972—1974            |
| 2000 | 11    | Live at Moles Club, Bath              | 30.04.1981                   | Белью / Фріпп / Левін / Бруфорд              | Box 4, 1981—1982            |
| 2000 | 12    | Live in Hyde Park                     | 05.07.1969                   | Фріпп / Макдональд / Лейк / Джайлз / Сінфілд | Box 1, 1969                 |
| 2000 | 13    | Nashville Rehearsals                  | Травень 1997 року            | The Double Trio                              | Box 7, Session & Rehearsals |
| 2001 | 14    | Live at Plymouth Guildhall            | 11.03.1971                   | Фріпп / Коллінз / Баррелл / Воллес / Сінфілд | Box 2, 1971—1972            |
| 2001 | 15    | Live in Mainz                         | 1974                         | Кросс / Фріпп / Веттон / Бруфорд             | Box 3, 1972—1974            |
| 2001 | 16    | Live in Berkeley, CA                  | 13.08.1982                   | Белью / Фріпп / Левін / Бруфорд              | Box 4, 1981—1982            |
| 2001 | 17    | Live in Northampton, MA               | 1998                         | ProjeKct Two                                 | Box 6, ProjeKcts            |
| 2001 | 18    | Live in Detroit, MI                   | 13.12.1971                   | Фріпп / Коллінз / Баррелл / Воллес / Сінфілд | Box 2, 1971—1972            |
| 2002 | 19    | Live in Nashville, TN                 | 9–10.11.2001                 | The Double Duo                               | Box 5, 1995 and After       |
| 2002 | 20    | Live at the Zoom Club                 | 13.10.1972                   | Кросс / Фріпп / Веттон / Бруфорд / М'юр      | Box 3, 1972—1974            |
| 2002 | 21    | Champaign–Urbana Sessions             | 17–30.01.1983                | Белью / Фріпп / Левін / Бруфорд              | Box 7, Session & Rehearsals |
| 2002 | 22    | Jazz Café Suite                       | 1–4.12.1997                  | ProjeKct One                                 | Box 6, ProjeKcts            |
| 2003 | 23    | Live in Orlando, FL                   | 27.02.1972                   | Фріпп / Коллінз / Баррелл / Воллес           | Box 2, 1971—1972            |
| 2003 | 24    | Live in Guildford                     | 13.11.1972                   | Кросс / Фріпп / Веттон / Бруфорд / М'юр      | Box 3, 1972—1974            |
| 2004 | 25    | Live at Fillmore East                 | 21–22.11.1969                | Фріпп / Макдональд / Лейк / Джайлз / Сінфілд | Box 1, 1969                 |
| 2004 | 26    | Live in Philadelphia, PA              | 30.07.1982                   | Белью / Фріпп / Левін / Бруфорд              | Box 4, 1981—1982            |
| 2004 | 27    | Live in Austin, TX                    | 25.03.1999                   | ProjeKct Three                               | Box 6, ProjeKcts            |
| 2005 | 28    | Live in Warsaw                        | 11.06.2000                   | The Double Duo                               |                             |
| 2005 | 29    | Live in Heidelberg                    | 29.03.1974                   | Кросс / Фріпп / Веттон / Бруфорд             |                             |
| 2005 | 30    | Live in Brighton                      | 16.10.1971                   | Фріпп / Коллінз / Баррелл / Воллес / Сінфілд |                             |
| 2006 | 31    | Live at the Wiltern                   | 01.07.1995                   | The Double Trio                              | Box 5, 1995 and After       |
| 2006 | 32    | Live in Munich                        | 29.09.1982                   | Белью / Фріпп / Левін / Бруфорд              | Box 4, 1981—1982            |
| 2006 | 33    | Live in Chicago, IL                   | 04.06.1998                   | ProjeKct Two                                 | Box 6, ProjeKcts            |
| 2006 | 34    | Live in Alexandria, VA                | 03.03.2003                   | ProjeKct Three                               | Box 6, ProjeKcts            |
| 2007 | 35    | Live in Denver                        | 13.03.1972                   | Фріпп / Коллінз / Баррелл / Воллес           |                             |
| 2007 | 36    | Live in Kassel                        | 01.04.1974                   | Кросс / Фріпп / Веттон / Бруфорд             |                             |
| 2008 | 37    | Live at the Pier, NYC                 | 02.08.1982                   | Белью / Фріпп / Левін / Бруфорд              |                             |
| 2008 | 38    | Live in Philadelphia, PA              | 26.08.1996                   | The Double Trio                              |                             |
| 2008 | 39    | Live in Milan                         | 20.06.2003                   | The Double Duo                               |                             |
| 2009 | 40    | Live in Boston, MA                    | 27.03.1972                   | Фріпп / Коллінз / Баррелл / Воллес           |                             |
| 2009 | 41    | Live in Zurich                        | 15.11.1973                   | Кросс / Фріпп / Веттон / Бруфорд             |                             |
| 2010 | 43    | Live in Chicago, IL                   | 29.11.1995                   | The Double Trio                              |                             |
| 2010 | 44    | Live in New Haven, CT                 | 16.11.2003                   | The Double Duo                               |                             |
| 2011 | 45    | Live in Toronto                       | 24.06.1974                   | Кросс / Фріпп / Веттон / Бруфорд             |                             |
| 2012 | 46    | Live at the Marquee                   | 10.08.1971                   | Фріпп / Коллінз / Баррелл / Воллес / Сінфілд |                             |
| 2012 | 47    | Live in Argentina                     | 1994                         | The Double Trio                              |                             |
| 2016 | 42    | Rehearsals & Blows                    | Травень — листопад 1983 року | Белью / Фріпп / Левін / Бруфорд              |                             |
| 2019 | 48    | Live in Newcastle                     | 08.12.1972                   | Кросс / Фріпп / Веттон / Бруфорд / М'юр      |                             |
| 2024 | 49–50 | Live in Montreal                      | 1984                         | Белью / Фріпп / Левін / Бруфорд              |                             |

#### Collectable King Crimson
| Рік  | Інформація про альбом                                                                           | Склад учасників запису           |
| ---- | ----------------------------------------------------------------------------------------------- | -------------------------------- |
| 2006 | Collectable King Crimson: Vol. 1: Live in Mainz 1974 & Live in Asbury Park 1974                 | Кросс / Фріпп / Веттон / Бруфорд |
| 2007 | Collectable King Crimson: Vol. 2: Live at Moles Club, Bath & Live in Philadelphia, PA           | Белью / Фріпп / Левін / Бруфорд  |
| 2008 | Collectable King Crimson: Vol. 3: Live at Shepherds Bush Empire — London, England, July 1, 1996 | The Double Trio                  |
| 2009 | Collectable King Crimson: Vol. 4: Live in Warsaw 2000                                           | The Double Duo                   |
| 2010 | Collectable King Crimson: Vol. 5: Live in Nakano Sun Plaza, Tokyo, October 5/6, 1995            | The Double Trio                  |

### DGM Live
Додаткові релізи на кшталт King Crimson Collectors' Club (KCCC) випускаються через сайт DGM Live. Це новий вебсайт лейблу Discipline Global Mobile, на якому можна знайти новини King Crimson та Роберта Фріппа, онлайн-щоденник Роберта Фріппа і The Vicar, а також поточні релізи, доступні для звантаження у форматах MP3 і FLAC.
До релізів включені великі концертні записи King Crimson і Роберта Фріппа, а також деякі студійні матеріали, які раніше не видавалися. Після запуску сайту деякі концерти іноді ставали доступними вже через кілька днів або тижнів після виступу. Зазначалося, що згодом релізи King Crimson Collectors' Club теж будуть доступні для завантаження на сайті. Станом на 1 листопада 2007 року на сайті було доступно 118 релізів.
Важливі релізи:
- Jazz Club Chesterfield, England, September 1, 1969 (2010)[115][116]
- Fillmore East[en] New York, N.Y., USA, November 21, 1969 (2006)[117][118]
- Armoury — Wilmington, Delaware, Feb. 11, 1972 (2008)[119][120]
- The Barn — Peoria, IL, March 10, 1972 (2011)[121][122]
- Apollo Glasgow[en], Scotland, October 23, 1973 (2006)[123][124]
- Stanley Theatre Pittsburgh, PA, April 29, 1974 (2009)[125][126]
- Penn State University University Park, Pennsylvania, June 29, 1974 (2007)[127][128]
- Park West[en] Chicago, Illinois, August 7, 2008 (2008)[129][130]

### Збірки
| Назва                                                                                                 | Дата запису | Дата випуску                       | Лейбл    |
| --- | ----------- | ---------------------------------- | -------- |
| A Young Person's Guide to King Crimson                                                                | 1968—1974   | 1975 року                          | Island   |
| The Compact King Crimson                                                                              | 1969—1984   | 08.12.1986                         | E.G.     |
| Heartbeat: The Abbreviated King Crimson                                                               | 1969—1984   | 1991                               | Caroline |
| Frame by Frame: The Essential King Crimson                                                            | 1969—1984   | 04.11.1991                         | Caroline |
| Sleepless: The Concise King Crimson                                                                   | 1969—1984   | Вересень 1993 року                 | Caroline |
| Cirkus: The Young Persons' Guide to King Crimson Live                                                 | 1969—1998   | 25.03.1999                         | Virgin   |
| The Deception of the Thrush: A Beginners' Guide to ProjeKcts                                          | 1997—1999   | 1999                               | DGM      |
| A Beginners' Guide to the King Crimson Collectors' Club                                               | 1969—1998   | 2000                               | DGM      |
| The Power to Believe Tour Box                                                                         | 2002—2003   | 2003                               | DGM      |
| The 21st Century Guide to King Crimson – Volume One – 1969–1974                                       | 1969—1974   | 2004                               | DGM      |
| The 21st Century Guide to King Crimson – Volume Two – 1981–2003                                       | 1981—2004   | 2005                               | DGM      |
| The Condensed 21st Century Guide to King Crimson                                                      | 1969—2003   | 2006                               | DGM      |
| 40th Anniversary Tour Box                                                                             | 1969—2008   | 2008                               | DGM      |
| The Elements of King Crimson 2014                                                                     | 1969—2014   | 2014                               | DGM      |
| The Elements of King Crimson 2015                                                                     | 1969—2015   | 2015                               | DGM      |
| The Elements of King Crimson 2016                                                                     | 1969—2016   | 2016                               | DGM      |
| The Elements of King Crimson 2017                                                                     | 1969—2017   | 2017                               | DGM      |
| The Elements of King Crimson 2018                                                                     | 1969—2018   | 2018                               | DGM      |
| The Elements of King Crimson 2019                                                                     | 1969—2018   | 2019                               | DGM      |
| A MOJO Anthology: Rare, Classic, Unusual and Live 1969—2019                                           | 1969—2019   | 2019                               | MOJO     |
| The Elements of King Crimson 2020                                                                     | 1969—2019   | 2020                               | DGM      |
| The Elements of King Crimson 2021                                                                     | 1969—2019   | 2021                               | DGM      |
| In the Court of the Crimson King — King Crimson at 50 — Music from the original soundtrack and beyond | 1969—2021   | 2022 (як розширене видання фільму) | DGM      |

### Бокс-сети, присвячені окремим альбомам або періодам
| Назва                                                        | Дата випуску | Опис                                                         |
| ------------------------------------------------------------ | ------------ | ------------------------------------------------------------ |
| In the Court of the Crimson King – 40th Anniversary edition  | 2010         | 6-дисковий бокс-сет (5 CD та 1 DVD)                          |
| Larks' Tongues in Aspic – 40th Anniversary edition           | 2012         | 15-дисковий бокс-сет (13 CD, 1 аудіодиск Blu-ray та 1 DVDA)  |
| The Road to Red – 40th Anniversary edition                   | 2013         | 24-дисковий бокс-сет (21 CD, 2 Blu-ray диски та 1 DVDA)      |
| Starless – 40th Anniversary edition                          | 2014         | 27-дисковий бокс-сет (23 CD, 2 аудіодиски Blu-ray та 2 DVDA) |
| THRAK – 40th Anniversary edition                             | 2015         | 16-дисковий бокс-сет (12 CD, 2 Blu-ray, 1 DVDA та 1 DVD)     |
| On (and off) The Road (1981–1984) – 40th Anniversary edition | 2016         | 19-дисковий бокс-сет (11 CD, 3 Blu-ray, 3 DVDA та 2 DVD)     |
| Sailors' Tales (1970–1972) – 40th Anniversary edition        | 2017         | 27-дисковий бокс-сет (21 CD, 4 Blu-ray диски та 2 DVD)       |
| Heaven & Earth – 50th Anniversary edition                    | 2019         | 24-дисковий бокс-сет (18 CD, 4 Blu-ray диски та 2 DVDA)      |
| The Complete 1969 Recordings                                 | 2020         | 26-дисковий бокс-сет (20 CD, 4 Blu-ray диски та 2 DVD)       |

### Мініальбоми
Переважно студійні записи, деякі з них містять концертні записи.
| Назва                                     | Дата випуску | Лейбл     |
| ----------------------------------------- | ------------ | --------- |
| Vrooom                                    | 21.10.1994   | DGM       |
| Level Five                                | 01.10.2001   | DGM       |
| Happy with What You Have to Be Happy With | 08.10.2002   | Sanctuary |
| 2014 Live EP (Cyclops EP)                 | 31.08.2015   | DGM       |
| Heroes                                    | 2017         | DGM       |
| Uncertain Times (2 Vinyl 10" EP)          | 13.01.2018   | DGM       |

## Сингли
Наведена нижче таблиця містить лише сингли, видані комерційно в різних країнах. На «Heartbeat» та «Sleepless» були випущені відеокліпи.
| Рік                                                                              | Сторона A                       | Сторона B | Найвищі місця в чатах | Найвищі місця в чатах | Найвищі місця в чатах | Альбом                                 |
| Рік                                                                              | Сторона A                       | Сторона B | UK                    | US                    | US Rock               | Альбом                                 |
| -------------------------------------------------------------------------------- | ------------------------------- | --- | --------------------- | --------------------- | --------------------- | -------------------------------------- |
| 1969                                                                             | «The Court of the Crimson King» | «The Court of the Crimson King, Pt. 2»                                                                                         | —                     | 80                    | —                     | In the Court of the Crimson King       |
| 1970                                                                             | «Cat Food»                      | «Groon» | —                     | —                     | —                     | In the Wake of Poseidon                |
| 1974                                                                             | «The Night Watch»               | «The Great Deceiver» | —                     | —                     | —                     | Starless and Bible Black               |
| 1976                                                                             | «Epitaph»                       | «21st Century Schizoid Man» | —                     | —                     | —                     | A Young Person's Guide to King Crimson |
| 1981                                                                             | «Matte Kudasai»                 | «Elephant Talk» | 76                    | —                     | —                     | Discipline                             |
| 1981                                                                             | «Thela Hun Ginjeet»             | «Elephant Talk» | —                     | —                     | —                     | Discipline                             |
| 1982                                                                             | «Heartbeat»                     | «Requiem» | —                     | —                     | 57                    | Beat                                   |
| 1984                                                                             | «Sleepless»                     | «Nuages» | 79                    | —                     | 51                    | Three of a Perfect Pair                |
| 1995                                                                             | «Dinosaur»                      | «Vrooom» (з мініальбому Vrooom) «Cloudscape» (Live in Argentina) «Elephant Talk» (Live in Argentina) «Red» (Live in Argentina) | —                     | —                     | —                     | Thrak                                  |
| 1995                                                                             | «Sex Sleep Eat Drink Dream»     | «Walking on Air» (live at the Wiltern) «Heartbeat» (Live in Argentina) «One Time» «Silent Night» (соло «Фріппертроніка»)       | —                     | —                     | —                     | Thrak                                  |
| «—» позначає релізи, які не потрапили до чартів або не були видані в цій країні. |                                 | |                       |                       |                       |                                        |

### KC50
Метою цієї серії, яка виходила протягом 50 тижнів 2019 року, було задокументувати «рідкісні й незвичайні треки» з архіву DGM. Кожен випуск супроводжувався коментарем Девіда Сінглтона.
| Номер | Назва                                                  | Рік запису                         | Рік випуску                  | Опис |
| ----- | ------------------------------------------------------ | ---------------------------------- | ---------------------------- | --- |
| 01    | 21st Century Schizoid Man (версія для радіо)           | 1969                               | 1991                         | Редагована версія оригінального запису. З альбому Heartbeat: The Abbreviated King Crimson. |
| 02    | The Terrifying Tale of Thela Hun Ginjeet               | 1981, 1982                         | 2008                         | Компіляція розмов Роберта Фріппа та Адріана Белью, а також живого виступу 1982 року. З бокс-сету 40th Anniversary Tour Box. |
| 03    | Cadence and Cascade (із чотирма співаками)             | 1970, 1991, 2017                   | 2019                         | Версія з вокалом Грега Лейка, Гордона Гаскелла, Адріана Белью та Якко Якшика. Раніше не видавалася. |
| 04    | The Mincer / Law of Maximum Distress                   | 1973                               | 2014                         | Версія з додатковими фрагментами імпровізації, використаної для створення «The Mincer». З бокс-сету Starless. |
| 05    | Inner Garden (повністю)                                | 1994                               | 2015                         | Неперервне виконання обох частин «Inner Garden». З бокс-сету THRAK. |
| 06    | Larks' Tongues in Aspic Part I (Девід / Джеймі)        | 1972                               | 2012                         | Один із дублів. З бокс-сету Larks' Tongues in Aspic. |
| 07    | Ladies of the Road (ремікс з альбому Frame by Frame)   | 1971, 1991                         | 2006, 2011, 2017             | Ремікс Роберта Фріппа та Девіда Сінглтона, який не увійшов у Frame By Frame: The Essential King Crimson. Раніше виходив на DGM Live, а також як частина Islands (40th Anniversary Edition) and Sailors' Tales (1970–1972).                                  |
| 08    | Space Groove II (версія)                               | 1997                               | 2019                         | Раніше не виданий монтаж оригінального запису з альбому Space Groove. |
| 09    | Eyes Wide Open (акустична версія)                      | 2002                               | 2002                         | З альбому Happy with What You Have to Be Happy With. |
| 10    | Prince Rupert Awakes (у виконанні Кіта Тіппетта)       | 1970                               | 2016, 2017                   | Ізольоване фортепіано, взяте з багатодорожкових касет. Запис раніше виходив на DGM Live та у складі Sailors' Tales (1970–1972). |
| 11    | Requiem (розширена версія)                             | 1982                               | 2016                         | З альбомів Beat (40th Anniversary Edition) та On (and off) The Road (1981–1984). |
| 12    | Starless/Red (версія)                                  | 1974                               | 1991                         | Версія з першою частиною «Starless» і повною «Red». З альбому Frame by Frame: The Essential King Crimson. |
| 13    | Yoli Yoli                                              | 1983                               | 2016                         | Пісня, яка не увійшла в жодний альбом. Раніше випущена на DGM Live та в складі альбому On (and off) The Road (1981–1984). |
| 14    | FraKctured                                             | 2000, 2019                         | 2019                         | Випущена як превью майбутнього бокс-сету Heaven & Earth, представлена на альбомі The ReConstruKction of Light. |
| 15    | Travel Weary Capricorn / Mars                          | 1969                               | 1997, 2019                   | Раніше непублікована редакція двох треків, що увійшли до альбому Epitaph. |
| 16    | The Sheltering Sky                                     | 1982                               | 1984, 1997, 2004, 2012, 2016 | Живий виступ гурту з концерту 27 серпня 1982 року у Фрежусі, Франція. Раніше випускалася на відео у складі The Noise: Live At Frejus, Neal and Jack and Me та On (and off) The Road (1981–1984), а також на аудіоальбомі On (and off) The Road (1981–1984). |
| 17    | Dinosaur (Single Edit)                                 | 1994                               | 1995, 2015                   | Одна з двох редакцій пісні «Dinosaur», які раніше випускалися на кількох синглах 1995 року та у складі бокс-сету THRAK. |
| 18    | Medley                                                 | 1969, 1970, 1971, 1974, 1981, 1984 | 1991                         | Півторахвилинна версія, створена для демонстрації широти дискографії King Crimson (на той час повної). З альбому Heartbeat: The Abbreviated King Crimson.                                                                                                   |
| 19    | The Light of Day (імпровізація)                        | ?                                  | 2011, 2015                   | Це не зовсім оригінальна імпровізація, оскільки в ній присутні дублі партій Мела Коллінза, Тоні Левіна та Гевіна Гаррісона. Раніше випускалася на компакт-дисках і DVD на альбомах A Scarcity of Miracles і The Elements of King Crimson.                   |
| 20    | Fracture                                               | 1973                               | 1974, 1997, 2014             | Ремікс Стівена Вілсона на концертну версію пісні, яка увійшла до альбомів Starless and Bible Black and The Night Watch. |
| 21    | Two Hands (перевидання)                                | 1982                               | 2016                         | Ремікс Алекса Манді та Девіда Сінглтона. Раніше випущений у складі альбому On (and off) The Road (1981–1984). |
| 22    | Elektrik                                               | 2002                               | 2003, 2019                   | Випущений як попередній перегляд майбутнього бокс-сету Heaven & Earth. Ремастеринг з додатковими багатодоріжковими елементами, представлений на The Power to Believe (40th Anniversary Edition).                                                            |
| 23    | Peace (сюїта)                                          | 1970                               | 2019                         | Раніше непублікована версія, у якій поєднано всі частини «Peace». |
| 24    | Asbury Park (повна версія)                             | 1974                               | 2005, 2013                   | Нескорочена імпровізаційна версія, представлена на альбомі USA, ремікс Стівена Вілсона. |
| 25    | Islands (з вокалом Якко Якшика)                        | 1971, 2016                         | 2017                         | Версія з вокалом Якко Якшика, доданим до пісні «Islands» з альбому Sailors' Tales (1970–1972). |
| 26    | Bolero (ремікс Frame by Frame)                         | 1971, 1991                         | 1991, 2009, 2015, 2017       | Бас-гітара Тоні Левіна «Bolero — The Peacock's Tale» з альбому Frame by Frame. |
| 27    | Level Five                                             | 2017                               | 2018                         | З альбому Meltdown: Live in Mexico City. |
| 28    | Matte Kudasai (зі зміненим вступом)                    | 1981                               | 2019                         | Раніше непублікована версія з гітарним соло Роберта Фріппа. |
| 29    | Fans, Sloth, Nuns, Felons                              | 1996                               | 2015                         | З бокс-сету THRAK. |
| 30    | Epitaph (з вокалом Грега Лейка)                        | 1969                               | 2019                         | Взято з 5.1-канального міксу до 40-річчя з доданими треками в кінці. Раніше не випускалася. |
| 31    | Doctor Diamond                                         | 1974                               | 2001, 2006, 2012, 2014       | Живий виступ гурту з концерту 30 березня 1974 року в Майнці. Раніше випускався в рамках серій Collectors' Club і Collectible King Crimson, на DGM Live, а також у бокс-сеті Starless.                                                                       |
| 32    | Three of a Perfect Pair (Acapella Intro)               | 1984                               | 2019                         | Версія раніше не публікувалася. |
| 33    | Form No. 1                                             | 2004                               | 2005, 2017                   | Раніше випускалася на альбомах The 21st Century Guide to King Crimson – Volume Two – 1981–2003 та The Elements of King Crimson. |
| 34    | Book of Saturday (альтернативна версія)                | 1972                               | 2012                         | З альбому Larks' Tongues in Aspic: The Complete Recordings. |
| 35    | Dangerous Curves (нове аранжування)                    | 2001                               | 2019                         | Нова версія, у якій «Dangerous Curves» поєднана з «Level Five» з кінцівкою студійної версії. |
| 36    | Cat Food (альтернативна версія)                        | 1970                               | 2019                         | Нова версія, у якій особливо виділяється фортепіано Кіта Тіппета. |
| 37    | The ConstruKction of Light (повна версія)              | 2000, 2019                         | 2019                         | У цій версії додано текст, який не публікувався раніше. Решта така ж, як на альбомі The ReConstruKction of Light. |
| 38    | Larks' Tongues in Aspic Part II (альтернативна версія) | 1972                               | 2012                         | Раніше випускалася як частина Larks' Tongues In Aspic: The Complete Recordings. |
| 39    | Walking on Air                                         | 1995                               | 1995, 2015                   | Живий виступ гурту на концерті в Лос-Анджелесі 1 липня 1995 року. Пісня раніше випускалася на синглі Sex Sleep Eat Drink Dream та у складі бокс-сету THRAK.                                                                                                 |
| 40    | 21st Century Schizoid Man (Morgan Studios)             | 1969, 2019                         | 2019                         | Альтернативна версія пісні «21st Century Schizoid Man», записана до переїзду гурту до Wessex Studios. У записі взяли участь Мел Коллінз і Якко Якшик. Випущена як превью до майбутнього видання In the Court of the Crimson King 50th Anniversary Edition.  |
| 41    | Groon (дубль 15)                                       | 1970                               | 2010, 2017                   | Альтернативна версія пісні «Groon», яка раніше випускалася на альбомах In the Wake of Poseidon (40th Anniversary Edition) and Sailors' Tales (1970–1972).                                                                                                   |
| 42    | Elephant Talk                                          | 1995                               | 1999                         | Записано під час живого виступу 5 або 6 жовтня 1995 року в Токіо. Раніше випускалася на альбомі Cirkus: The Young Persons' Guide to King Crimson Live. |
| 43    | The Great Deceiver (версія для синглу)                 | 1974                               | 2019                         | Сингл «The Great Deceiver» з раннім затуханням, який раніше не випускався. |
| 44    | Industrial Zone C (версія)                             | 1983                               | 2019                         | Раніше непублікована редакція оригінального запису з альбому Three of a Perfect Pair (40th Anniversary Edition). |
| 45    | Indiscipline                                           | 2017                               | 2017                         | Записана під час концертного виступу 28 червня 2017 року в Чикаго. Раніше випускалася на альбомі Live in Chicago. |
| 46    | Sailor's Tale (альтернативний дубль)                   | 1971                               | 2019                         | Версія з невикористаними партіями фортепіано, мелотрона та гітари, яка раніше не випускалася. |
| 47    | One More Red Nightmare (Exposed)                       | 1974                               | 2019                         | Раніше непублікована версія, у якій виділено елементи, приховані в остаточному міксі, а також альтернативні партії гітари й саксофона. |
| 48    | I Talk To The Wind (з вокалом Джуді Дайбл)             | 1968                               | 1976, 1999, 2001             | «I Talk To The Wind» у виконанні Giles, Giles and Fripp з вокалом Джуді Дайбл. Раніше випускалася на альбомах A Young Person's Guide to King Crimson, Metamorphosis та The Brondesbury Tapes.                                                               |
| 49    | Silent Night (нове аранжування)                        | 1979, 2016                         | 2019                         | Раніше неопублікована версія з накладеним вокалом Якко Якшика та оригінальною зацикленою «фріппертронікою», яка утворює два куплети. |
| 50    | Radical Action/Meltdown (рання версія)                 | 2018                               | 2019                         | Раніше не опубліковані треки зі студійного виступу King Crimson для документального фільму Cosmic FuKc. |

## Відео
| Рік  | Назва                                                                   | Примітки                                                                              |
| ---- | ----------------------------------------------------------------------- | ------------------------------------------------------------------------------------- |
| 1982 | The Noise: Frejus                                                       | VHS-касета                                                                            |
| 1984 | Three of a Perfect Pair: Live in Japan                                  | VHS-касета                                                                            |
| 1996 | Live in Japan                                                           | VHS-касета                                                                            |
| 1999 | Deja Vrooom                                                             | Перевидання на DVD альбомц Live in Japan.                                             |
| 2003 | [[Eyes Wide Open (King Crimson album)\|Eyes Wide Open]]                 | Комплект із двох DVD, диск 1: Live in Japan 2003, диск 2: Live in London 2000         |
| 2004 | Neal and Jack and Me                                                    | Перевидання на DVD альбому The Noise: Frejus & Three of a Perfect Pair: Live in Japan |
| 2012 | Live in Argentina, 1994                                                 | Комплект із двох DVD, аудіо і відео, King Crimson Collector's Club No.47              |
| 2022 | In the Court of the Crimson King: King Crimson at 50                    | 1 Blu-Ray, 1 DVD                                                                      |
| 2022 | In the Court of the Crimson King: King Crimson at 50 (expanded edition) | 2 Blu-Ray, 2 DVD і 4 компакт-диски                                                    |

## ProjeKcts
ProjeKcts — серія експериментальних побічних проєктів, пов'язаних із King Crimson.
| ProjeKcts                  | Рік  | Альбом                                                                | Примітки                                               | Бокс-сет                                  |
| -------------------------- | ---- | --------------------------------------------------------------------- | ------------------------------------------------------ | ----------------------------------------- |
| ProjeKct One               | 1998 | Live at the Jazz Café                                                 | Концертний альбом, випущений тільки в Японії           | The ProjeKcts                             |
| ProjeKct One               | 2003 | Jazz Café Suite                                                       | Концертний альбом, King Crimson Collector's Club № 22  | Collectors' King Crimson Box 6, ProjeKcts |
| ProjeKct One               | 2007 | London, Jazz Café, England – December 1, 1997                         | DGM Live                                               |                                           |
| ProjeKct One               | 2007 | London, Jazz Café, England – December 2, 1997                         | DGM Live                                               |                                           |
| ProjeKct One               | 2007 | London, Jazz Café, England – December 3, 1997                         | DGM Live                                               |                                           |
| ProjeKct One               | 2005 | London, Jazz Café, England – December 4, 1997                         | DGM Live                                               |                                           |
| ProjeKct Two               | 1998 | Space Groove                                                          | Студійний альбом                                       |                                           |
| ProjeKct Two               | 1999 | Live Groove                                                           | Концертний альбом, випущений тільки в Японії           | The ProjeKcts                             |
| ProjeKct Two               | 2001 | Live in Northampton, MA, July 1, 1998                                 | Концертний альбом, King Crimson Collector's Club No.17 | Collectors' King Crimson Box 6, ProjeKcts |
| ProjeKct Two               | 2007 | Live in Chicago, IL, June 4, 1998                                     | Концертний альбом, King Crimson Collector's Club No.33 | Collectors' King Crimson Box 6, ProjeKcts |
| ProjeKct Two               | 2011 | Ventura Theatre – Ventura, CA, March 18, 1998                         | DGM Live                                               |                                           |
| ProjeKct Two               | 2011 | Palookaville – Santa Cruz, CA, March 20, 1998                         | DGM Live                                               |                                           |
| ProjeKct Two               | 2010 | Great American Music Hall – San Francisco, CA, March 21, 1998         | DGM Live                                               |                                           |
| ProjeKct Two               | 2010 | Great American Music Hall – San Francisco, CA, March 22, 1998         | DGM Live                                               |                                           |
| ProjeKct Two               | 2011 | House of Blues – Los Angeles, CA, March 24, 1998                      | DGM Live                                               |                                           |
| ProjeKct Two               | 2011 | Diamond Hall – Nagoya, Japan, April 7, 1998                           | DGM Live                                               |                                           |
| ProjeKct Two               | 2011 | Heart Beat – Osaka, April 8, 1998                                     | DGM Live                                               |                                           |
| ProjeKct Two               | 2011 | Blitz – Tokyo, Japan, April 9, 1998                                   | DGM Live                                               |                                           |
| ProjeKct Two               | 2011 | Blitz – Tokyo, Japan, April 10, 1998                                  | DGM Live                                               |                                           |
| ProjeKct Two               | 2007 | Jazz Cafe – London, England, April 16, 1998                           | DGM Live                                               |                                           |
| ProjeKct Two               | 2011 | Ronnie Scott's – Birmingham, England, April 18, 1998                  | DGM Live                                               |                                           |
| ProjeKct Two               | 2011 | Ronnie Scott's – Birmingham, England, April 19, 1998                  | DGM Live                                               |                                           |
| ProjeKct Two               | 2011 | 9:30 Club – Washington, D.C., May 1, 1998                             | DGM Live                                               |                                           |
| ProjeKct Two               | 2011 | Bohager's – Baltimore, MD., May 2, 1998                               | DGM Live                                               |                                           |
| ProjeKct Two               | 2011 | Ballroom at the Bellvue – Philadelphia, PA., May 3, 1998              | DGM Live                                               |                                           |
| ProjeKct Two               | 2011 | Toad's Place – New Haven, CT., May 4, 1998                            | DGM Live                                               |                                           |
| ProjeKct Two               | 2010 | Irving Plaza – New York, NY, May 6, 1998                              | DGM Live                                               |                                           |
| ProjeKct Two               | 2010 | Irving Plaza – New York, NY, May 7, 1998                              | DGM Live                                               |                                           |
| ProjeKct Two               | 2011 | Valentines – Albany, NY, US., May 8, 1998                             | DGM Live                                               |                                           |
| ProjeKct Two               | 2011 | Inter-Media Arts Centre – Huntington, NY, May 9, 1998                 | DGM Live                                               |                                           |
| ProjeKct Two               | 2005 | I.C. Light Music Tent – Pittsburgh, Pennsylvania, June 1, 1998        | DGM Live                                               |                                           |
| ProjeKct Two               | 2008 | Odeon – Cleveland, Ohio, June 2, 1998                                 | DGM Live                                               |                                           |
| ProjeKct Two               | 2008 | Park West – Chicago, Illinois, June 5, 1998                           | DGM Live                                               |                                           |
| ProjeKct Two               | 2009 | Majestic Theatre – Detroit, MI, June 7, 1998                          | DGM Live                                               |                                           |
| ProjeKct Two               | 2007 | Somerville Theatre – Somerville, MA., USA, June 28, 1998              | DGM Live                                               |                                           |
| ProjeKct Two               | 2007 | Old Lantern – Charlotte, Vermont, June 30, 1998                       | DGM Live                                               |                                           |
| ProjeKct Two               | 2013 | 18 and 19 February Rehearsals 1998 – Nashville, Tennessee             | DGM Live                                               |                                           |
| ProjeKct Three             | 1999 | Masque                                                                | Концертний альбом, випущений тільки в Японії           | The ProjeKcts                             |
| ProjeKct Three             | 2004 | Live in Austin, TX, 1999                                              | Концертний альбом, King Crimson Collectors' Club No.27 | Collectors' King Crimson Box 6, ProjeKcts |
| ProjeKct Three             | 2007 | Live in Alexandria, Virginia, VA, March 3, 2003                       | Концертний альбом, King Crimson Collectors' Club No.34 | Collectors' King Crimson Box 6, ProjeKcts |
| ProjeKct Three             | 2009 | Electric Lounge – Austin, Texas, March 21, 1999                       | DGM Live                                               |                                           |
| ProjeKct Three             | 2014 | Cactus Cafe – Austin, Texas, March 22, 1999                           | DGM Live                                               |                                           |
| ProjeKct Three             | 2005 | Cactus Cafe – Austin, Texas, March 23, 1999                           | DGM Live                                               |                                           |
| ProjeKct Three             | 2007 | Poor David's – Dallas, Texas, March 24, 1999                          | DGM Live                                               |                                           |
| ProjeKct Three             | 2014 | Antone's – Dallas, Texas, March 25, 1999                              | DGM Live                                               |                                           |
| ProjeKct Four              | 1999 | West Coast Live                                                       | Концертний альбом, випущений тільки в Японії           | The ProjeKcts                             |
| ProjeKct Four              | 1999 | Live in San Francisco: The Roar of P4                                 | Концертний альбом, King Crimson Collectors' Club No.07 | Collectors' King Crimson Box 6, ProjeKcts |
| ProjeKct Four              | 2005 | Fox Theatre – Boulder, Colorado, Oct. 23, 1998                        | DGM Live                                               |                                           |
| ProjeKct Four              | 2011 | Fox Theatre – Boulder, Colorado, Oct. 24, 1998                        | DGM Live                                               |                                           |
| ProjeKct Four              | 2008 | Richard's On Richards – Vancouver, British Columbia, October 27, 1998 | DGM Live                                               |                                           |
| ProjeKct Four              | 2011 | The Fenix – Seattle, WA, Oct. 28, 1998                                | DGM Live                                               |                                           |
| ProjeKct Four              | 2008 | Crystal Ballroom – Portland, OR, October 30, 1998                     | DGM Live                                               |                                           |
| ProjeKct Four              | 2011 | 7th Note – San Francisco, California, Nov. 1, 1998                    | DGM Live                                               |                                           |
| ProjeKct Four              | 2006 | 7th Note – San Francisco, California, Nov. 2, 1998                    | DGM Live                                               |                                           |
| ProjeKct X                 | 2000 | Heaven and Earth                                                      | Студійний альбом                                       |                                           |
| ProjeKct Six               | 2006 | East Coast Live                                                       | DGM Live                                               |                                           |
| ProjeKct Six               | 2012 | Berklee Performance Centre – Boston, MA, USA, Oct. $1, 2006           | DGM Live                                               |                                           |
| ProjeKct Six               | 2012 | Nokia Theatre – New York, NY, USA, Oct. $1, 2006                      | DGM Live                                               |                                           |
| ProjeKct Six               | 2012 | Keswick Theatre – Glenside, PA, USA, Oct. $1, 2006                    | DGM Live                                               |                                           |
| ProjeKct Six               | 2012 | State Theatre – Falls Church, VA, USA, Oct. $1, 2006                  | DGM Live                                               |                                           |
| Jakszyk, Fripp and Collins | 2011 | A Scarcity of Miracles – A King Crimson ProjeKct                      | Студійний альбом із Тоні Левіним і Гевіном Гаррісоном  |                                           |